# Ringdorp
 (signalé en juillet 2025).
Si vous disposez d'ouvrages ou d'articles de référence ou si vous connaissez des sites web de qualité traitant du thème abordé ici, merci de compléter l'article en donnant les références utiles à sa vérifiabilité et en les liant à la section « Notes et références ».
- Archive Wikiwix
- Bing
- Cairn
- DuckDuckGo
- E. Universalis
- Gallica
- Google
- G. Books
- G. News
- G. Scholar
- Persée
- Qwant
- (zh) Baidu
- (ru) Yandex
- (wd) trouver des œuvres sur Wikidata

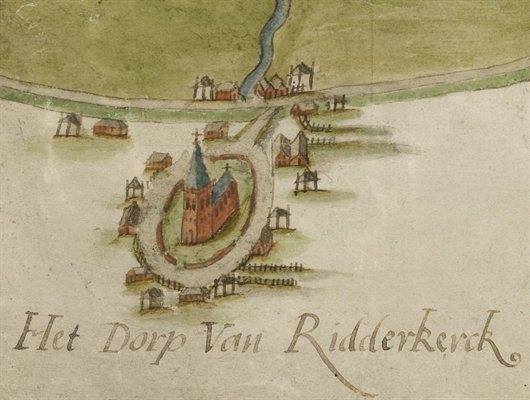
Le village circulaire de Ridderkerk pas encore sans son canal sur la carte de Jan Potter de 1584.

Un Ringdorp plus précisément kerkringdorp (dorp pour village, ring pour anneau, kerk pour église en français) est un village circulaire souvent centré sur l'église qui est caractéristique d'un type particulier de villages des Pays-Bas localisés dans le paysage de digues des îles de Zélande et de Hollande-Méridionale. Un village circulaire se compose généralement d'un point central avec une église et un cimetière autour. Il est séparé de la rue et des bâtiments environnants par un canal. Le canal qui était à l'origine présent dans de nombreux villages a été comblé dans de nombreux villages. Il est cependant toujours présent à Dreischor, Noordgouwe, Dirksland et Nieuwe-Tonge. Pour le village circulaire de Ridderkerk, le canal n'a été creusé qu'en 1602.
La plupart des villages circulaires ont été fondés à la fin du XIIe  et au début du  XIIIe siècle.

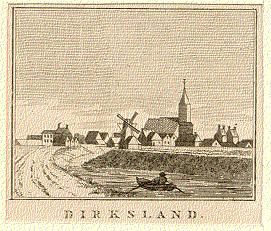
Le ringdorp de Dirksland issue d'une gravure sur cuivre vers 1780.

## Exemples deringdorpenou villages circulaires

### Zélande
- Biggekerke
- Dreischor
- Grijpskerke
- Haamstede
- 's-Heer Hendrikskinderen
- 's-Heer Abtskerke
- 's-Heer Arendskerke
- Kats
- Kapelle
- Kerkwerve
- Koudekerke
- Kloetinge
- Nieuwerkerk
- Noordgouwe
- Noordwelle
- Oud-Sabbinge
- Ouwerkerk
- Poortvliet
- Oud-Vossemeer
- Sint-Annaland
- Renesse
- Serooskerke

### Hollande-Méridionale
- Ooltgensplaat
- Oostvoorne
- Ouddorp
- Oude-Tonge
- Oudenhoorn
- Middelharnis
- Ridderkerk
- Sommelsdijk
- Dirksland
- Nieuwe-Tonge